# Krasnoznameanska, Snihurivka
Krasnoznameanska (în ucraineană Краснознам'янська) este o comună în raionul Snihurivka, regiunea Mîkolaiiv, Ucraina, formată numai din satul de reședință.

## Demografie
Componența lingvistică a comunei Krasnoznameanska
     Ucraineană (95,8%)
     Română (1,78%)
     Rusă (1,27%)
     Alte limbi (0,13%)
Conform recensământului din 2001, majoritatea populației comunei Krasnoznameanska era vorbitoare de ucraineană (95,8%), existând în minoritate și vorbitori de română (1,78%), rusă (1,27%) și armeană (1,02%).